# Kaduna United Football Club
Maillots
Dernière mise à jour : 29 août 2011.
Le Kaduna United Football Club est un club nigérian de football basé à Kaduna, fondé en 2000.

## Histoire
Le club participe une seule fois à une compétition continentale, lors de la Coupe de la confédération 2011, faisant suite à sa victoire en Coupe du Nigeria en 2010.

## Palmarès
- Coupe du Nigeria :
  - Vainqueur : 2010

- Supercoupe du Nigeria :
  - Finaliste : 2010

## Anciens joueurs
- James Obiorah